# Agrostis anemagrostis
Agrostis anemagrostis é uma espécie de gramínea do gênero Agrostis, pertencente à família Poaceae.